# 劉謹之
劉謹之（1739年—1787年），字樸夫，號退谷。江蘇省常州府武進縣（今屬常州市武進區）人，清朝政治人物、學者。

## 歷任
乾隆二十四年（1759年）己卯科舉人。初任內閣中書。後以中書協辦內閣侍讀，軍機處候補中書。
三十一年（1766年），以內閣中書入直軍機章京。
四十二年（1777年），在戶部額外主事上行走，補戶部雲南司主事。歷遷戶部陝西司主事，升戶部陝西司員外郎。
四十七年（1782年），升戶部陝西司郎中，改山西道監察御史。
四十八年（1783年），仍值軍機章京，升吏科給事中。
五十年（1785年），仍值軍機章京，升禮科掌印給事中，充方略館提調、文淵閣校理。
五十二年（1787年），病卒於任上。誥授中憲大夫。奉旨加贈鴻臚寺卿銜，賞銀一百兩治理喪事。有誥敕二道。

## 著作
- 阿桂、董誥、劉謹之等奉敕編纂《欽定盛京通志》一百三十卷[2]

## 家庭及關聯
劉謹之為武進西營劉氏第十五世。
- 父：劉星煒。
- 弟：劉種之、劉理之。
- 伯：劉綸。
- 從兄：劉圖南、劉躍雲、劉召揚。
- 岳父：湯先甲。

### 妻妾
- 正室：湯氏，誥封恭人。夫亡殉節，特恩旌表烈行，有上諭一道[3]。乾隆十六年進士、內閣侍讀學士湯先甲之女。
- 側室：王氏。以嗣子劉用錫的官位誥封恭人，有誥命一道。
- 側室：陳氏。

### 子女
嗣子：劉用錫，弟劉種之之三子。
嗣女，種之之女，適議敘縣丞儀徵鄭兆梁。